# 増山正武
増山 正武（ましやま まさたけ）は、江戸時代中期の大名。伊勢長島藩の第3代藩主。長島藩増山家4代。

## 生涯
宝永2年（1705年）7月5日、第2代藩主・正任の次男として生まれる。享保元年（1716年）7月5日、将軍徳川吉宗に御目見する。享保4年12月18日（1720年）、従五位下・弾正に叙任する。寛保2年（1742年）4月7日、父の隠居で家督を継ぐ。延享2年（1745年）10月15日、奏者番に就任する。延享4年6月11日に43歳で死去した。
継嗣がなく、正室の平姫（長府藩主毛利匡広の娘）の弟である養嗣子の正贇が跡を継いだ。

## 系譜
父母
- 増山正任（父）
- 源姫、清泉院（母） - 小笠原長章の娘

正室
- 平姫、慧照院 - 毛利匡広の娘

養子女
- 増山正贇 - 毛利匡広の十一男
- 増山正贇婚約者 - 本多忠辰の娘